# Karen Marsden
Karen Elizabeth Marsden (Margaret River, 28 november 1972) is een Australisch hockeykeepster. 
In 1994 werd Marsden wereldkampioen.
Marsden werd in 1996 olympisch kampioen.

## Erelijst
- 1993 –  Champions Trophy in Amstelveen
- 1994 –  Wereldkampioenschap in Dublin
- 1996 –  Olympische Spelen in Atlanta